# فيروس تي- الليمفاوي البشري من النوع الأول
فيروس تي- الليمفاوي البشري من النوع الأول (بالإنجليزية: Human T-lymphotropic virus 1)‏ هو فيروس قهقري متورط في عدة أنواع من الأمراض، مثل: لمفوما/ابيضاض الدم تائي الخلايا في البالغين، والاعتلال النخاعي المرتبط بـ HTLV-1، والتهاب القزحية، وبعض الأمراض الأخرى. يُعتقد أن حوالي 1-5% من الأشخاص المصابين بهذا الفيروس يصابون بالسرطان خلال حياتهم.

## الوبائيات
اكتُشف أعلى معدل انتشار للفيروس في اليابان (خاصة في الجنوب الغربي)؛ ففي عام 2007 أصيب حوالي 1% من سكان اليابان بالعدوى. أظهرت دراستان لعينات الدم في الأعوام ما بين 1988 و2006-2007 أن أكبر عدد من الإصابات وُجد عند الأشخاص المولودين من 1927 إلى 1937 (الأشخاص الذين تتراوح أعمارهم بين 8 و18 عامًا في عام 1945). أسباب هذا الانتشار المرتفع للغاية غير معروفة.
كانت نسبة الانتشار في تايوان وإيران وفوجيان (مقاطعة صينية بالقرب من تايوان) 0.1-1%.  بلغ معدل الإصابة نحو 1% في بابوا غينيا الجديدة وجزر سليمان وفانواتو، إذ يسود النمط الجيني سي. في أوروبا، لا يزال الفيروس غير شائع، على الرغم من وجوده في بعض الفئات السكانية المعرضة للخطر، بما في ذلك المهاجرين ومتعاطي المخدرات الوريدية. معدل الانتشار في إفريقيا غير معروف جيدًا، لكنه بلغ نحو 1% في بعض البلدان.
أظهرت الدراسات انتشار العدوى في الولايات المتحدة بمعدل النصف بين متعاطي المخدرات الوريدية. على الرغم من قلة الإحصائيات، يُعتقد أن انتشار العدوى كان الأعلى بين السود الذين يعيشون في الجنوب الشرقي. عُثر على معدل انتشار بنسبة 30% بين متعاطي المخدرات الوريدية في نيو جيرسي، وعُثر على معدل إصابة 49% في مجموعة مماثلة في نيو أورلينز.
كانت نسبة العدوى في أستراليا عالية جدًا بين الشعوب الأصلية في وسط وشمال البلاد، بمعدل انتشار تراوح ما بين 10 و45%. يُعتقد أن الفيروس موجود في أستراليا منذ 9000 عام، والسبب الهجرة من إندونيسيا. في وسط أستراليا، حول أليس سبرينغز، يُقدر عدد المصابين بالفيروس بنحو 5000 شخص.
وُجد أيضًا أن نسبة الإصابة عالية بين شعب الإنويت في شمال كندا في اليابان وشمال شرق إيران، البيرو وساحل المحيط الهادئ لكولومبيا والإكوادور ومنطقة البحر الكاريبي.

## انتقال المرض
يعتبر الانتقال العمودي أكثر شيوعًا، إذ تنقل الأم المصابة الفيروس إلى طفلها. يُعتبر الخطر على الجنين أثناء وجوده داخل الرحم ضئيل للغاية، بالنظر إلى الغياب الفعلي للجزيئات الفيروسية في بلازما الإنسان. تحدث معظم العدوى من خلال الرضاعة الطبيعية. نحو 25% من الأطفال الذين يرضعون من أمهات مصابات يصابون بالعدوى، بينما يُصاب أقل من 5% من الأطفال الذين يولدون لأمهات مصابات دون أن يرضعوا. يعد الانتقال الجنسي ثاني أكثر الطرق شيوعًا، تشير بعض الأدلة إلى أن انتقال العدوى من ذكر إلى أنثى أكثر انتشارًا من انتقال العدوى من أنثى إلى ذكر. وجدت إحدى الدراسات في اليابان أن معدل انتقال العدوى من الذكور إلى الإناث 61% مقابل أقل من 1% من الإناث إلى الذكور. الأقل شيوعًا هو الانتقال بالحقن من خلال نقل الدم، بمعدل إصابة يبلغ 44-63%، بالإضافة إلى مشاركة الإبر بين متعاطي المخدرات الوريدية. يمكن تقليل معدلات انتقال العدوى بشكل فعال من خلال العلاج الوقائي المناسب، (مثل: تقديم المشورة بشأن الرضاعة الطبيعية للأمهات، واستخدام الواقي الذكري، وفحص دم المتبرعين). يُعتقد أن أهمية طرق النقل تختلف جغرافيًا. أظهرت الأبحاث عند الأزواج المختلفين أن احتمال الانتقال الجنسي بلغ نحو 0.9 لكل 100 شخص في السنة.